# Aptoceras
Aptoceras is een geslacht van rechtvleugeligen uit de familie veldsprinkhanen (Acrididae). De wetenschappelijke naam van dit geslacht is voor het eerst geldig gepubliceerd in 1908 door Lawrence Bruner.

## Soorten
Het geslacht Aptoceras omvat de volgende soorten:
- Aptoceras albosignatus Descamps, 1981
- Aptoceras brachypterus Descamps, 1976
- Aptoceras carbonelli Amédégnato & Descamps, 1978
- Aptoceras coloniana Descamps, 1981
- Aptoceras jutaiana Descamps, 1981
- Aptoceras margaritatus Bruner, 1908
- Aptoceras micropterus Descamps, 1981
- Aptoceras monstruosus Descamps, 1981
- Aptoceras punctipes Descamps, 1981
- Aptoceras signatus Descamps, 1976